# I’ve Been Expecting You
I’ve Been Expecting You ist das zweite Studioalbum des britischen Popsängers Robbie Williams aus dem Jahr 1998.

## Hintergrund
Die Erstveröffentlichung von I’ve Been Expecting You erfolgte am 26. Oktober 1998 durch Chrysalis Records und ist das zweite Soloalbum von Williams, nach seinem Ausstieg bei Take That. Mit Ausnahme der Coverversion zu She’s the One stammen alle Kompositionen und Texte gemeinsam von Guy Chambers und Robbie Williams. Bei dem Titel Millennium wurden sie zusätzlich von John Barry und Leslie Bricusse unterstützt. Chambers zeichnete darüber hinaus, zusammen mit Steve Power, für die Produktion aller Titel verantwortlich.

## Titelliste
| #   | Titel                                        | Länge |
| --- | -------------------------------------------- | ----- |
| 1.  | Strong                                       | 4:39  |
| 2.  | No Regrets                                   | 5:10  |
| 3.  | Millennium                                   | 4:07  |
| 4.  | Phoenix from the Flames                      | 4:02  |
| 5.  | Win Some Lose Some                           | 4:18  |
| 6.  | Grace                                        | 3:13  |
| 7.  | Jesus in a Camper Van                        | 3:39  |
| 8.  | Heaven from Here                             | 3:05  |
| 9.  | Karma Killer                                 | 4:28  |
| 10. | She’s the One                                | 4:18  |
| 11. | Man Machine                                  | 3:35  |
| 12. | These Dreams                                 | 5:08  |
| 13. | Stand Your Ground                            | 3:28  |
| 14. | Stalker’s Day Off (I’ve Been Hanging Around) | 3:43  |

## Rezeption
Jasmin Lütz, Kritikerin bei laut.de, schrieb zum Album: „Das Songschreiber-Dreamteam Chambers/Williams brilliert im Jahr 1998 mit einer Mischung aus Pop, Dance, Glam und Balladen-Hits. Was bereits auf dem Debüt schon wunderbar funktionierte (Angels, Old Before I Die, Lazy Days), intensiviert das Duo auf I’ve Been Expecting You.“

## Kommerzieller Erfolg

### Chartplatzierungen
| ChartsChartplatzierungen     | Höchstplatzierung | Wochen |
| ---------------------------- | ----------------- | ------ |
| Deutschland (GfK)            | 16 (44 Wo.)       | 44     |
| Österreich (Ö3)              | 24 (9 Wo.)        | 9      |
| Schweiz (IFPI)               | 19 (31 Wo.)       | 31     |
| Vereinigtes Königreich (OCC) | 1 (133 Wo.)       | 133    |

| ChartsJahrescharts (1998)    | Platzierung |
| ---------------------------- | ----------- |
| Vereinigtes Königreich (OCC) | 5           |

| ChartsJahrescharts (1999)    | Platzierung |
| ---------------------------- | ----------- |
| Deutschland (GfK)            | 83          |
| Vereinigtes Königreich (OCC) | 6           |

| ChartsJahrescharts (2000)    | Platzierung |
| ---------------------------- | ----------- |
| Vereinigtes Königreich (OCC) | 61          |

### Auszeichnungen für Musikverkäufe
| Land/Region                  | Auszeichnungen für Musikverkäufe (Land/Region, Auszeichnung, Verkäufe) | Verkäufe    |
| ---------------------------- | ---------------------------------------------------------------------- | ----------- |
| Dänemark (IFPI)              | Platin                                                                 | (50.000)    |
| Deutschland (BVMI)           | Gold                                                                   | (250.000)   |
| Europa (IFPI)                | 4× Platin                                                              | 4.000.000   |
| Finnland (IFPI)              | —                                                                      | (15.251)    |
| Frankreich (SNEP)            | 2× Gold                                                                | (200.000)   |
| Irland (IRMA)                | 8× Platin                                                              | (120.000)   |
| Neuseeland (RMNZ)            | 4× Platin                                                              | 60.000      |
| Niederlande (NVPI)           | Gold                                                                   | (40.000)    |
| Norwegen (IFPI)              | Gold                                                                   | (25.000)    |
| Schweden (IFPI)              | Gold                                                                   | (40.000)    |
| Schweiz (IFPI)               | Platin                                                                 | (50.000)    |
| Singapur (RIAS)              | 2× Platin                                                              | 30.000      |
| Vereinigtes Königreich (BPI) | 10× Platin                                                             | (3.000.000) |
| Insgesamt                    | 6× Gold · 30× Platin ·                                                 | 4.115.000   |

Hauptartikel: Robbie Williams/Auszeichnungen für Musikverkäufe